# Рашел Льофевр
Рашел Мари Льофевр (на френски: Rachelle Marie Lefevre) (родена на 1 февруари 1979 г.) е канадска актриса. Играе ролята на Стейси Хансън в първия сезон на „Вълк в колежа“, а от 2013 до 2015 участва в сериала „Под купола“. Изпълнява и ролята на Виктория Съдърланд в първите два филма от поредицата „Здрач“.